# جشنواره بین‌المللی فیلم سینه‌مانیلا
جشنواره بین‌المللی فیلم سینه‌مانیلا (به انگلیسی: Cinemanila International Film Festival) یک جشنواره جهانی فیلم سالانه است که در مانیل، فیلیپین برگزار می‌شود. این جشنواره از سال ۱۹۹۹ آغاز شد و تمرکز آن بر سینمای فیلیپین و همچنین سینمای جنوب شرقی آسیا است.